# Жаворонково (Вологодский район)
Жаворонково — деревня в Вологодском районе Вологодской области на реке Пудега.
Входит в состав Старосельского сельского поселения (с 1 января 2006 года по 8 апреля 2009 года входила в Пудегское сельское поселение), с точки зрения административно-территориального деления — в Пудегский сельсовет.
Расстояние до районного центра Вологды по автодороге — 36 км, до центра муниципального образования Стризнево по прямой — 10 км. Ближайшие населённые пункты — Кондыриха, Юрчаково, Жуково.
По переписи 2002 года население — 6 человек.